# Paradioxys
Paradioxys är ett släkte av bin. Paradioxys ingår i familjen buksamlarbin.
Kladogram enligt Catalogue of Life:
| Paradioxys | \| \| Paradioxys pannonica \| \| \| \| \| \| Paradioxys ruyanensis \| \| \| \| |
|            | \| \| Paradioxys pannonica \| \| \| \| \| \| Paradioxys ruyanensis \| \| \| \| |
|            | Paradioxys pannonica                                                           |
|            |                                                                                |
|            | Paradioxys ruyanensis                                                          |
|            |                                                                                |